# 染斑海鹿
染斑海鹿（学名：Aplysia juliana），又名雜斑海兔:146，为海鹿科海鹿屬下的一个种。

## 型態描述
雜斑海兔的外表與體色跟黑斑海兔相似，容易混淆，但本物種身上的白斑點較為疏落，而且分泌出來的體液是白色而不是紫色:146。

## 外部連結
- 維基物種上的相關：染斑海鹿